# Майструк Ірина
Ірина Майструк (нар. 23 жовтня 1987, Кіровоград, Українська РСР) — українська плавчиня, котра спеціалізувалася на плаванні брасом, учасниця Літніх Олімпійських ігор 2004.

## Спортивна кар'єра
Тренувалася у місті Дніпро, тренер — Карташов Костянтин Миколайович.
2003 року на чемпіонаті Європи серед юніорів в Глазго (Шотландія) Ірина Майструк перемогла на дистанції двісті метрів брасом, встановивши рекорд України 2:28,21 та виконавши олімпійський норматив.
На Олімпіаді 2004 в Афінах на дистанції 200 метрів брасом серед жінок вона, показавши кваліфікаційний час 2:32,85, змагалася у 3-му попередньому запливі з сімома іншими учасницями, серед яких була і одна з фавориток у цій дисципліні німкеня Анна Полеська. Ірина фінішувала шостою з часом 2:37,42, відставши на 11 секунд від переможниці запливу Полеської, і не пройшла до півфіналу, посівши 29-е загальне місце.